# Cedella Booker
Cedella Booker, właśc. Cedella Marley Booker (ur. 23 lipca 1926 w Nine Mile, zm. 8 kwietnia 2008 w Miami) – jamajska piosenkarka i pisarka, matka muzyka reggae Boba Marleya.
Booker urodziła się w wiosce Nine Mile, położonej 15-30 km od północnego wybrzeża Jamajki jako Cedella Malcolm, córka Omeriaha Malcolma i Alberty Willoughby. Jej ojciec i wuj byli muzykami, co rozbudziło te zainteresowania u Cedelli. W wieku 14 lat była "gwiazdą" miejscowego chóru kościelnego. W wieku 18 lat poznała jamajskiego nadzorcę plantacji pochodzenia brytyjskiego Norvala Marleya. Gdy okazało się, że jest z nim w ciąży, wzięli tajemny ślub 9 czerwca 1944. Następnego dnia Marley opuścił ją udając się do Kingston z powodu chronicznej przepukliny. 6 lutego 1945 urodził się jej syn Robert Nesta Marley. Norval wspierał rodzinę finansowo, choć rzadko bywał w domu, aż do swojej śmierci na atak serca w 1955 w wieku 60 lat. Później przeprowadziła się z synem do Kingston.
W 1963 Cedella zdecydowała się przenieść ze swoim nowym partnerem Edwardem Bookerem do Wilmington. Jej syn Bob podążył za nią w 1966 po ślubie z Ritą Anderson. W czasie rozkwitu jego kariery Cedella mieszkała w USA. W 1976 po raz pierwszy zobaczyła swojego syna na koncercie na żywo. Później przeprowadziła się do Miami na Florydzie i pomagała w wychowaniu dzieci Boba. 
Po śmierci syna napisała dwie książki biograficzne o Bobie jak również produkowała albumy z coverami jego piosenek. Nagrała również swoje płyty.
Zmarła po chorobie, z którą bardzo długi czas walczyła. Była z nią najbliższa rodzina.

## Książki
- Bob Marley, My Son, Taylor Trade Publishing, ISBN 978-0-87833-298-4
- Bob Marley: An Intimate Portrait by His Mother, Penguin Books Ltd (UK), ISBN 978-0-14-025814-1

## Płyty
- Awake Zion (Rykodisc, 1990)
- Smilin' Island of Song (Music Little People, 1992)
- My Altar